# 1908 no cinema

## Principais filmes
- Nhô Anastácio Chegou de Viagem, de Julio Ferrez

## Nascimentos
| Data            | Nome                  | Profissão             | Nacionalidade  | Observações | Ref |
| --------------- | --------------------- | --------------------- | -------------- | ----------- | --- |
| 12 de janeiro   | Jean Delannoy         | cineasta              | França         | m. 2008     |     |
| 22 de fevereiro | John Mills            | ator                  | Reino Unido    | m. 2005     |     |
| 5 de março      | Rex Harrison          | ator                  | Reino Unido    | m. 1990     |     |
| 7 de março      | Anna Magnani          | atriz                 | Itália         | m. 1973     |     |
| 20 de março     | Michael Redgrave      | ator                  | Reino Unido    | m. 1985     |     |
| 25 de março     | David Lean            | cineasta              | Reino Unido    | m. 1991     |     |
| 25 de março     | Mário Peixoto         | cineasta e roteirista | Brasil         | m. 1992     |     |
| 31 de Março     | Eugénio Salvador      | dançarino e actor     | Portugal       | m. 1992     |     |
| 5 de abril      | Bette Davis           | atriz                 | Estados Unidos | m. 1989     |     |
| 5 de abril      | Kurt Neumann          | cineasta              | Alemanha       | m. 1958     |     |
| 12 de abril     | Virginia Cherrill     | atriz                 | Estados Unidos | m. 1996     |     |
| 16 de abril     | António Lopes Ribeiro | cineasta              | Portugal       | m. 1995     |     |
| 31 de março     | Eugénio Salvador      | dançarino e actor     | Portugal       | m. 1992     |     |
| 20 de maio      | James Stewart         | ator                  | Estados Unidos | m. 1997     |     |
| 31 de maio      | Don Ameche            | ator                  | Estados Unidos | m. 1993     |     |
| 2 de julho      | Phil Karlson          | cineasta              | Estados Unidos | m. 1985     |     |
| 14 de julho     | George Sherman        | cineasta              | Estados Unidos | m. 1991     |     |
| 18 de julho     | Lupe Vélez            | atriz                 | México         | m. 1944     |     |
| 30 de agosto    | Fred MacMurray        | ator                  | Estados Unidos | m. 1991     |     |
| 4 de setembro   | Edward Dmytryk        | cineasta              | Canadá         | m. 1999     |     |
| 5 de outubro    | Joshua Logan          | cineasta              | Estados Unidos | m. 1988     |     |
| 11 de dezembro  | Manoel de Oliveira    | cineasta              | Portugal       | m. 2015     |     |
| 28 de dezembro  | Lew Ayres             | ator                  | Estados Unidos | m. 1996     |     |

## Mortes
| Data | Nome | Profissão | Nacionalidade | Observações | Ref |
| ---- | ---- | --------- | ------------- | ----------- | --- |